# Kajetánův most
Kajetánův most (německy Kajetansbrücke) je kamenný obloukový most přes řeku Inn v obci Pfunds v rakouské spolkové zemi Tyrolsko. Most je kulturní památkou Tyrolska pod inventárním číslem 83584.

## Historie
V roce 1850 byla zahájena stavba silničního mostu podle návrhu Carla von Ghega pro vysokohorskou silnici vedoucí k Reschenskému průsmyku. V  průběhu stavby byl most pojmenován podle tehdejšího c. k. guvernéra Tyrol Cajetana von Bissingen-Nippenburga. Most byl dokončen v  roce 1854. 
Od  Kajetánova mostu vede původní římská cesta Via Claudia Augusta (v současné době jako turistická trasa) do nedalekého Altfinstrmünzu, z Reschenského průsmyku, kde překračovala řeku Inn a k celnímu úřadu. Celní úřad byl v roce 1799 přemístěn do vesnice Martina (něm. Martinsbruck) ve Švýcarsku. Stará silnice ztratila svůj význam otevřením Kajetánova mostu, přes který vede zemská silnice B180.

## Popis
Původní most měl nad ústím řeky velký dřevěný oblouk, na obou stranách ohraničený kamennými oblouky. Původně to byl největší samonosný dřevěný most v Tyrolsku. V důsledku zvýšeného provozu byl dřevěný oblouk v letech 1956–1957 nahrazen obloukem železobetonovým. Délka mostu je 40 m, výška oblouku 18 m.

## Galerie

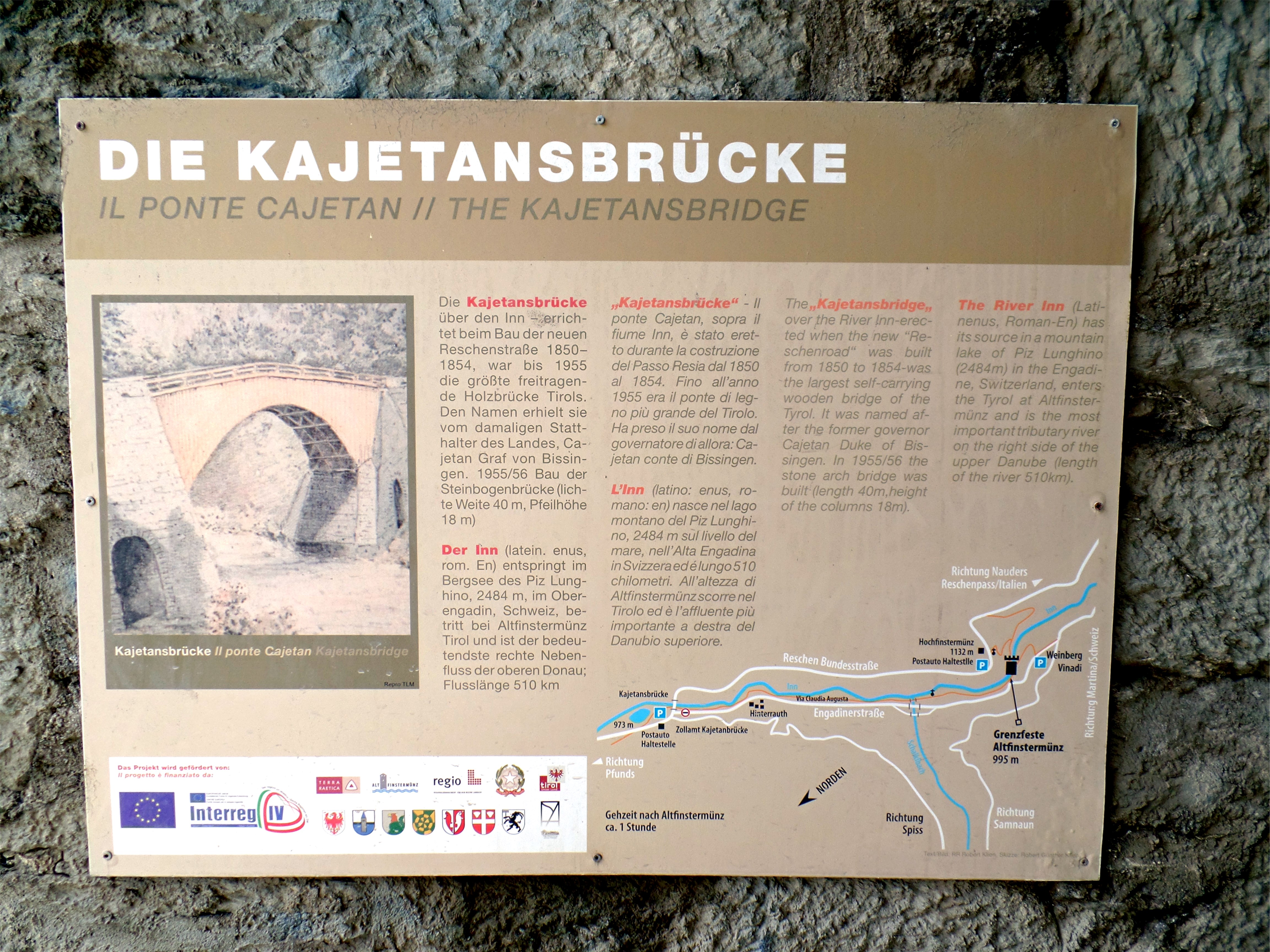
Informační tabule
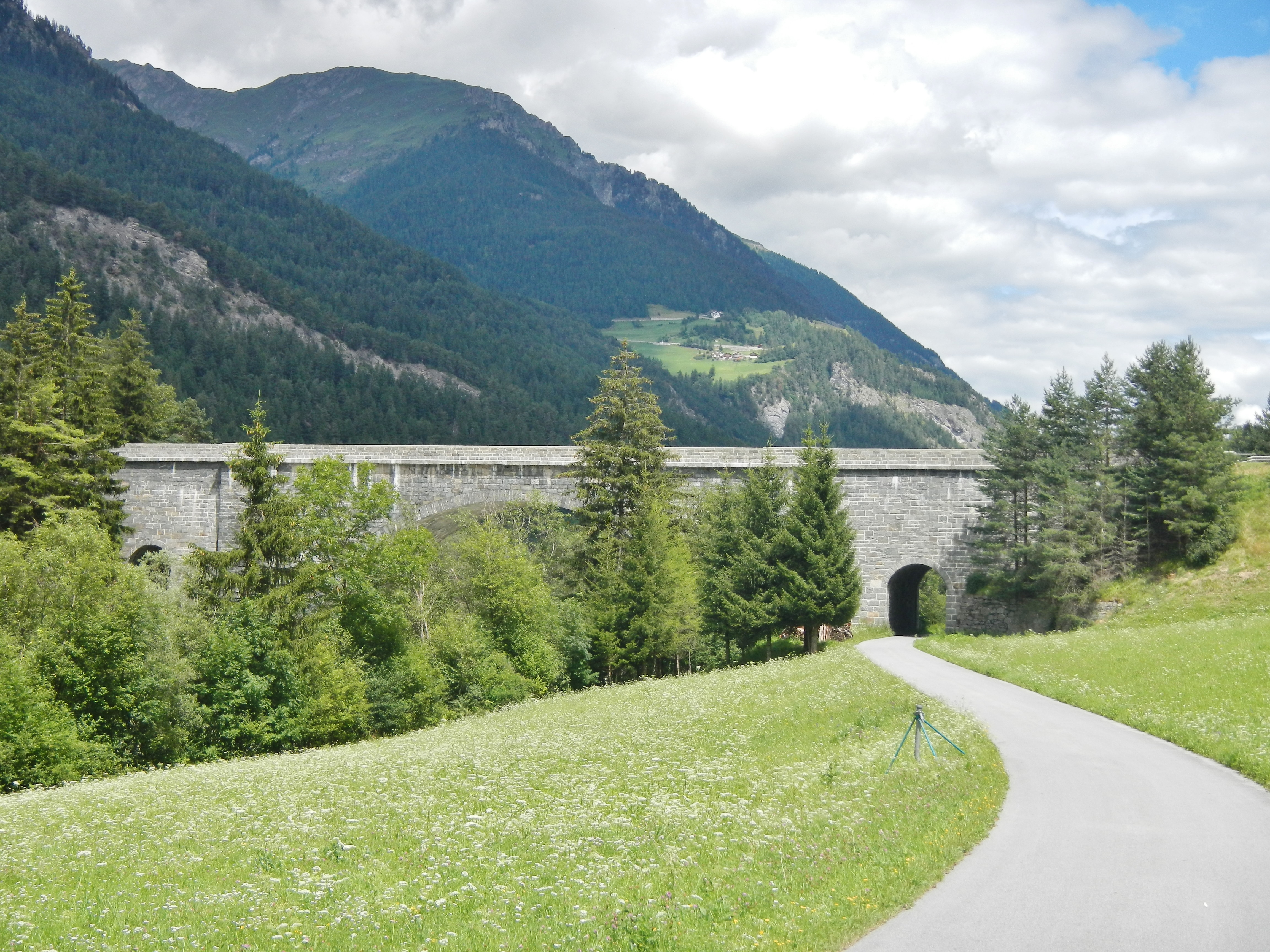